# يوفنتوس موسم 2015–16
كان موسم 2015–16 هو الموسم الـ118 لنادي يوفنتوس لكرة القدم في الوجود والموسم التاسع على التوالي في الدرجة الأولى من كرة القدم الإيطالية في دوري الدرجة الأولى الإيطالي وكان صعودهم إلى دوري الدرجة الثانية في عام 2007. أضاف يوفنتوس نجمة ثالثة إلى قميصه الجديد مع الشركة المصنعة للقميص أديداس بالإضافة إلى شعار كأس إيطاليا لفوزه بكأس إيطاليا العاشرة في الموسم السابق.   في 8 أغسطس 2015، تغلب يوفنتوس على وصيف كأس إيطاليا لاتسيو ليفوز بكأس السوبر الإيطالي للمرة السابعة وهو رقم قياسي. في 25 أبريل 2016، فاز النادي بلقبه الخامس على التوالي (والثاني والثلاثين بشكل عام) منذ فوزه بخمسة ألقاب متتالية بين عامي 1930–31 و1934–35، بعد أن خسر نابولي صاحب المركز الثاني أمام روما ليمنح يوفنتوس اللقب قبل ثلاث مباريات من النهاية. بعد فوزه بثلاث مباريات فقط من أصل عشر مباريات بالدوري وخسارته أمام ساسولو في 28 أكتوبر 2015، مما تركه في المركز الثاني عشر، خاض الفريق 25 مباراة حصد فيها 73 نقطة من أصل 75 ممكنة، وضمن اللقب.  في 21 مايو، فاز النادي بكأس إيطاليا للمرة الحادية عشرة، ولقبه الثاني على التوالي، ليصبح أول فريق في تاريخ إيطاليا يكمل لقبي الدوري الإيطالي وكأس إيطاليا في موسمين متتاليين. كما أصبحوا أول فريق إيطالي يكمل الثلاثية المحلية (الدوري الإيطالي، وكأس إيطاليا، وكأس السوبر الإيطالي).   